# Élections législatives de 1967 dans le Territoire de Belfort
Les élections législatives françaises de 1967 se déroulent les 5 et 12 mars 1967. Dans le département du Territoire de Belfort, deux députés sont à élire dans le cadre de deux circonscriptions.

## Élus
| Circonscription | Député sortant      | Parti | Parti   | Député élu ou réélu    | Parti | Parti      |
| --------------- | ------------------- | ----- | ------- | ---------------------- | ----- | ---------- |
| 1re             | Raymond Schmittlein |       | UNR-UDT | Michel Dreyfus-Schmidt |       | FGDS (CIR) |
| 2e              | Jean-Marie Bailly   |       | UNR-UDT | Jean-Marie Bailly      |       | UD-Ve      |

## Résultats

### Résultats à l'échelle du département
| Parti          | Parti                                           | Premier tour | Premier tour | Second tour | Second tour | Sièges |
| Parti          | Parti                                           | Voix         | %            | Voix        | %           | Sièges |
| -------------- | ----------------------------------------------- | ------------ | ------------ | ----------- | ----------- | ------ |
|                | Union des démocrates pour la Ve République      | 21 467       | 43,75        | 24 980      | 49,51       | 1      |
|                | Union des républicains de progrès               | 21 467       | 43,75        | 24 980      | 49,51       | 1      |
|                |                                                 |              |              |             |             |        |
|                | Convention des institutions républicaines       | 9 693        | 19,76        | 15 239      | 30,20       | 1      |
|                | Section française de l'Internationale ouvrière  | 6 861        | 13,98        | 10 238      | 20,29       | 0      |
|                | Fédération de la gauche démocrate et socialiste | 16 554       | 33,74        | 25 477      | 50,49       | 1      |
|                |                                                 |              |              |             |             |        |
|                | Parti communiste français                       | 6 828        | 13,92        | Retrait     | Retrait     | 0      |
|                | Progrès et démocratie moderne                   | 3 401        | 6,93         |             |             | 0      |
|                | Mouvement jeune révolution                      | 814          | 1,66         | 0           |             |        |
|                |                                                 |              |              |             |             |        |
| Inscrits       | Inscrits                                        | 64 028       | 100,00       | 64 013      | 100,00      | 2      |
| Abstentions    | Abstentions                                     | 13 864       | 21,65        | 12 255      | 19,14       |        |
| Votants        | Votants                                         | 50 164       | 78,35        | 51 758      | 80,86       |        |
| Blancs et nuls | Blancs et nuls                                  | 1 100        | 2,19         | 1 301       | 2,51        |        |
| Exprimés       | Exprimés                                        | 49 064       | 97,81        | 50 457      | 97,49       |        |

### Résultats par circonscription

#### Première circonscription (Belfort)
| Candidat       | Candidat                    | Parti          | Premier tour | Premier tour | Second tour | Second tour |  |
| Candidat       | Candidat                    | Parti          | Voix         | %            | Voix        | %           |  |
| -------------- | --------------------------- | -------------- | ------------ | ------------ | ----------- | ----------- |  |
|                | Raymond Schmittlein sortant | UD-Ve          | 11 332       | 40,23        | 13 922      | 47,74       |  |
|                | Michel Dreyfus-Schmidt élu  | FGDS (CIR)     | 9 693        | 34,41        | 15 239      | 52,26       |  |
|                | Raymond Aubert              | PCF            | 4 197        | 14,9         | Retrait     | Retrait     |  |
|                | Gérard Jeannin              | CD (PDM)       | 2 132        | 7,57         |             |             |  |
|                | Louis Richert               | ARLP           | 814          | 2,89         |             |             |  |
|                |                             |                |              |              |             |             |  |
| Inscrits       | Inscrits                    | Inscrits       | 37 055       | 100,00       | 37 044      | 100,00      |  |
| Abstentions    | Abstentions                 | Abstentions    | 8 233        | 22,22        | 7 012       | 18,93       |  |
| Votants        | Votants                     | Votants        | 28 822       | 77,78        | 30 032      | 81,07       |  |
| Blancs et nuls | Blancs et nuls              | Blancs et nuls | 654          | 2,27         | 871         | 2,9         |  |
| Exprimés       | Exprimés                    | Exprimés       | 28 168       | 97,73        | 29 161      | 97,1        |  |

#### Deuxième circonscription (Delle)
| Candidat       | Candidat                        | Parti          | Premier tour | Premier tour | Second tour | Second tour |  |
| Candidat       | Candidat                        | Parti          | Voix         | %            | Voix        | %           |  |
| -------------- | ------------------------------- | -------------- | ------------ | ------------ | ----------- | ----------- |  |
|                | Jean-Marie Bailly sortant réélu | UD-Ve          | 10 135       | 48,5         | 11 058      | 51,93       |  |
|                | Pierre Mougin                   | FGDS (SFIO)    | 6 861        | 32,83        | 10 238      | 48,07       |  |
|                | Gilbert Hopp                    | PCF            | 2 631        | 12,59        | Retrait     | Retrait     |  |
|                | Maurice Rouèche                 | CD (PDM)       | 1 269        | 6,07         |             |             |  |
|                |                                 |                |              |              |             |             |  |
| Inscrits       | Inscrits                        | Inscrits       | 26 973       | 100,00       | 26 969      | 100,00      |  |
| Abstentions    | Abstentions                     | Abstentions    | 5 631        | 20,88        | 5 243       | 19,44       |  |
| Votants        | Votants                         | Votants        | 21 342       | 79,12        | 21 726      | 80,56       |  |
| Blancs et nuls | Blancs et nuls                  | Blancs et nuls | 446          | 2,09         | 430         | 1,98        |  |
| Exprimés       | Exprimés                        | Exprimés       | 20 896       | 97,91        | 21 296      | 98,02       |  |